# Acacia grandistipula
Acacia grandistipula är en ärtväxtart som beskrevs av George Bentham. Acacia grandistipula ingår i släktet akacior, och familjen ärtväxter. Inga underarter finns listade i Catalogue of Life.